# Human Rights Watch
Human Rights Watch (skr. HRW) je nevladina organizacija koja se zauzima za zaštitu i promicanje ljudskih prava. Sjedište joj se nalazi u New Yorku, ali ima urede i u drugim gradovima, kao što su Berlin, Bruxelles, Chicago, Ženeva, Johannesburg, London, Los Angeles, Moskva, Pariz, San Francisco, Tokio, Toronto i Washington.

## Pozadina
Osnovana je 1978. pod nazivom „Helsinki Watch“ kako bi podupirala organizacije za promicanje ljudskih prava u Sovjetskom savezu. 1988. „Helsinki Watch“ se ujedinio s drugim međunarodnim organizacijama koje slijede slične ciljeve u „Human Rights Watch“. 
Zasniva se na istraživanju i objavljivanju podataka o povredama ljudskih prava. Zauzima se protiv socijalne i spolne diskriminacije, korupcije i zloupotrebe državnog nasilja (npr. mučenja, progoni, nepravomoćna hapšenja, neljudsko ponašanje države itd.). Pojedini kadrovi zaposleni su isključivo na praćenju kršenja ljudskih prava žena.[nedostaje izvor]
HRW je bila jedna od šest nevladinih organizacija koje su 1988. osnovale „Koaliciju za sprječavanje djece vojnika“.[nedostaje izvor]
Proračun organizacije bio je 29,8 milijuna $ 2006.

## Djelatnost
Kao nevladina organizacija, HRW iz godine u godinu dokumentira događaje i djelovanja koja smatra kršenjima ljudskih prava diljem svijeta, što izaziva razne kritike vlasti država kojima su upućene zamjerke. 
HRW je često kritizirana da, ironično, ima i anti-izraelska i anti-palestinska stajališta. Kada je završio Izraelsko-libanonski rat 2006., HRW je optužio hebrejsku državu da je počinila ratne zločine zbog Incidenta u Kani, raketiranja bolnica i konvoja izbjeglica te upotrebe fosfornih bombi. S druge strane, Jonathan Cook je u studenom 2006. kritizirao HRW, optuživši ju da ignorira kršenja ljudskih prava Palestinaca u Gazi te da čak osuđuje miran otpor protiv Izraelaca.
Objavila je opsežne izvještaje o stanju u Iraku, koje uključuju kampanju al-Anfal, glad i Rat u Iraku. Također je meta izvještavanja bio Genocid u Ruandi i Drugi rat u Kongu. Prozvala je i Španjolsku 2007. zbog loših uvjeta na kojima drži stotine djece imigranata u raznim centrima na Kanarima.
2008. je Venezuela izbacila suradnike organizacije zbog kritiziranja režima.
Za HRW je 2009. radilo oko 275 aktivista, odvjetnika i novinara.

## Vanjske poveznice
- Službene stranice (Sadržaj na hrvatskom  Arhivirana inačica izvorne stranice od 25. prosinca 2015. (Wayback Machine))
- Izvještaj stanja u svijetu za 2004.